# Войцицкая, Виктория Михайловна
Викто́рия Миха́йловна Войци́цкая (укр. Вікторія Михайлівна Войціцька; род. 27 ноября 1974, Киев) — украинский политик. Народный депутат Украины VIII созыва. Член партии и парламентской фракции «Объединение Самопомощь». Член Комиссии по вопросам будущего.

## Биография
Племянница А. И. Пасхавера.
В 2002 году окончила Киевский национальный торгово-экономический университет, получила диплом специалиста по специальности «Банковское дело». В 2005 году закончила Brandeis International Business School, получила диплом Master of Business Administration по специальности «Международные финансы».
- 1994—1997 — аудитор PricewaterhouseCoopers;
- 1997—1999 — финансовый контроллер ING Barings Ukraine;
- 1999—2001 — финансовый контроллер Black Sea Trade and Development Bank (Салоники, Греция),
- 2003—2005 — студентка по программе Edmund S.Muskie Brandeis International Business School, США, MBA; Fund Raising Events Coordinator at Harvard University (координатор Гарвардского университета по вопросам организации и проведения фандрейзинговых мероприятий);
- 2005—2007 — директор по корпоративным финансам Concorde Capital;
- 2007—2009 — директор по рынку капитала Cushman & Wakefield Ukraine;
- 2009—2011 — директор по корпоративным финансам ЗАО «Адамант Инвестментс»;
- 2011 — апрель 2014 — финансовый директор ЗАО «Тисагаз», CUB Energy Inc., VP Finance.

Независимый наблюдатель во время внеочередных выборов президента Украины 2014 от общественной сети «ОПОРА».

## Инциденты
17 марта 2016 года во двор дома, в котором проживает Виктория Войцицкая, неизвестные бросили банку с зажигательной смесью.